# Nazionale maschile di pallacanestro del Kazakistan
La nazionale di pallacanestro del Kazakistan è la rappresentativa cestistica del Kazakistan ed è posta sotto l'egida della Federazione cestistica del Kazakistan.

## Piazzamenti

### Campionati asiatici
- 1995 - 5°
- 1997 - 13°
- 1999 - esclusa dal torneo
- 2003 - 7°
- 2005 - 10°
- 2007 - 4°

- 2009 - 9°
- 2013 - 8°
- 2015 - 11°
- 2017 - 16°
- 2022 - 15°

### Giochi asiatici
- 1994 - 5°
- 1998 - 4°
- 2002 -  3°

- 2006 - 7°
- 2014 - 4°
- 2014 - 13°

## Formazioni

### Campionati asiatici
Campionato asiatico maschile di pallacanestro 20034 Nečaev, 5 Firsov, 6 Derbuš, 7 Lopatin, 8 Kotenko, 9 Murav'ëv, 10 Isakov, 11 Vdovin, 12 Strebkov, 13 Ovsjannikov, 14 Giljazutdinov, 15 Emel'janov,        All. -
Campionato asiatico maschile di pallacanestro 20054 Nečaev, 5 Birjulin, 6 Lopatin, 7 Murav'ëv, 8 Marzan, 9 Špecht, 10 Jargaliev, 11 Rosnovskij, 12 Paškevič, 13 Vdovin, 14 Giljazutdinov, 15 Ponomarëv,        All. -
Campionato asiatico maschile di pallacanestro 20074 Nečaev, 5 Birjulin, 6 Skornjakov, 7 Evstigneev, 8 Voejkov, 9 Tjutjunik, 10 Gavrilov, 11 Ponomarëv, 12 Isakov, 13 Jargaliev, 14 Špecht, 15 Korovnikov,        All. -
Campionato asiatico maschile di pallacanestro 20094 Ismail, 5 Nečaev, 6 Skornjakov, 7 Achmet, 8 Voejkov, 9 Tjutjunik, 10 Murav'ëv, 11 Ponomarëv, 12 Koptelov, 13 Jargaliev, 14 Gavrilov, 15 Fadejkin,        All. Vitalij Strebkov
Campionato asiatico maschile di pallacanestro 20134 Sultanov, 5 Johnson, 6 Murzagaliev, 7 Evstigneev, 8 Lapčenko, 9 Bažin, 10 Dvirnyj, 11 Ponomarëv, 12 Klimov, 13 Jargaliev, 14 Bondarovič, 15 Žigulin,        All. Matteo Boniciolli
Campionato asiatico maschile di pallacanestro 20154 Sultanov, 5 Johnson, 6 Murzagaliev, 7 Marčuk, 8 Smirnov, 9 Kolesnikov, 10 Il'in, 11 Ponomarëv, 12 Klimov, 13 Jargaliev, 14 Gavrilov, 15 Žigulin,        All. Vitalij Strebkov
Campionato asiatico maschile di pallacanestro 20171 Degtjarev, 2 Jagodkin, 5 R. Marčuk, 6 Murzagaliev, 7 Bažin, 9 Il'in, 10 Savčenko, 11 Ponomarëv, 13 Jargaliev, 15 Evstigneev, 17 Žigulin, 25 M. Marčuk,        All. Eduard Skrypets
Campionato asiatico maschile di pallacanestro 20226 Kuanov, 8 Ivanov, 9 Ščerbak, 10 Murzagaliev, 11 Bykov, 21 R. Marčuk, 23 Pan, 24 Gavrilov, 25 M. Marčuk, 47 Aitkali, 99 Balašov,        All. Oleg Kiselev

### Giochi asiatici
Pallacanestro ai XIV Giochi asiatici4 Murav'ëv, 5 Zacharčenko, 6 Eropkin, 7 Lopatin, 8 Emel'janov, 9 Dedov, 10 Isakov, 11 Vdovin, 12 Strebkov, 13 Ovsjanikov, 14 Derbuš, 15 Tichonenko,        All. -
Pallacanestro ai XVII Giochi asiatici4 Sultanov, 5 Savčenko, 6 Murzagaliev, 7 Marčuk, 8 Lapčenko, 9 Kolesnikov, 10 Il'in, 11 Ponomarëv, 12 Klimov, 13 Jargaliev, 14 Gavrilov,        All. Vitalij Strebkov
Pallacanestro ai XVIII Giochi asiatici2 Jagodkin, 6 Kuanov, 7 Bažin, 9 Ščerbak, 10 Murzagaliev, 12 Satkeev, 13 Ergali, 14 Majdekin, 17 Žigulin, 20 Bykov, 24 Gavrilov, 25 Marčuk,        All. Renatas Kurilionakas
Pallacanestro ai XIX Giochi asiatici5 Kuanov, 7 Neff, 8 Ivanov, 9 Ščerbak, 10 Murzagaliev, 11 Bykov, 21 Marčuk, 23 Pan, 24 Gavrilov, 33 Sakhipov, 35 Marat, 47 Aitkali,        All. Alexander Lyssyak

## Nazionali giovanili
- Nazionale Under-18
- Nazionale Under-16